# Denel Dynamics Skua
Denel Dynamics Skua jest bespilotna letjelica s turbomlaznim motorom koja se koristi za simulaciju brzih jurišnih letjelica tijekom vježbi zemlja-zrak, zrak-zrak i testiranja oružja. Proizvodi ga Denel Dynamics odjel južnoafričkog državnog zrakoplovnog i obrambenog konglomerata Denel.

## Konstrukcija zrakoplova
Skua ima kompozitnu konstrukciju, raspon krila mu je 3,57 m, a duljina 6,00 m. Učvršćivači ispod krila mogu nositi mete i opremu za poboljšanje prepoznatljivosti do 160 kg. Unutarnji prostor za teret ima kapacitet od 70 kg. Spušta se padobranom i slijeće u obrnutom položaju na zračne jastuke, što omogućuje slijetanje na vodu.

### Performanse
- Najveća brzina: 0,86 Macha na 10 000 m
- Domet: 200 km (linija vidljivosti)
- Nadmorska visina: od 10 m do 10 700 m
- Izdržljivost: 85 minuta na 10 000 m i 0,75 Macha

## Sustav
Sustav uključuje između četiri i osam bespilotnih letjelica, lansirno vozilo, mobilnu zemaljsku kontrolnu stanicu (GCS) i različitu opremu za podršku.
Lanser montiran na kamion uključuje pokretač motora. Mobilni GCS sadrži sustav kontrole leta i telemetrijsku opremu koja se koristi za upravljanje letjelicom. GCS može istovremeno kontrolirati dva drona u letu.

## Upotreba
- Skua je korišten tijekom razvoja A-Darter SRAAM-a.[3]
- Testiranje brazilske MAA-1 Piranha rakete zrak-zrak.[4]
- Ispitivanje Umkhonto projektila zemlja-zrak od strane Denel Dynamicsa i za operativnu raketnu obuku od strane južnoafričke mornarice.[5]